# Mohsen Mosalman
Mohsen Mosalman (in persiano  محسن مسلمان‎; Teheran, 17 marzo 1991) è un calciatore iraniano, attaccante del Saipa e della Nazionale iraniana.

## Carriera
Nel 2015 ha sottoscritto un contratto con il Persepolis.